# Модельный двигатель

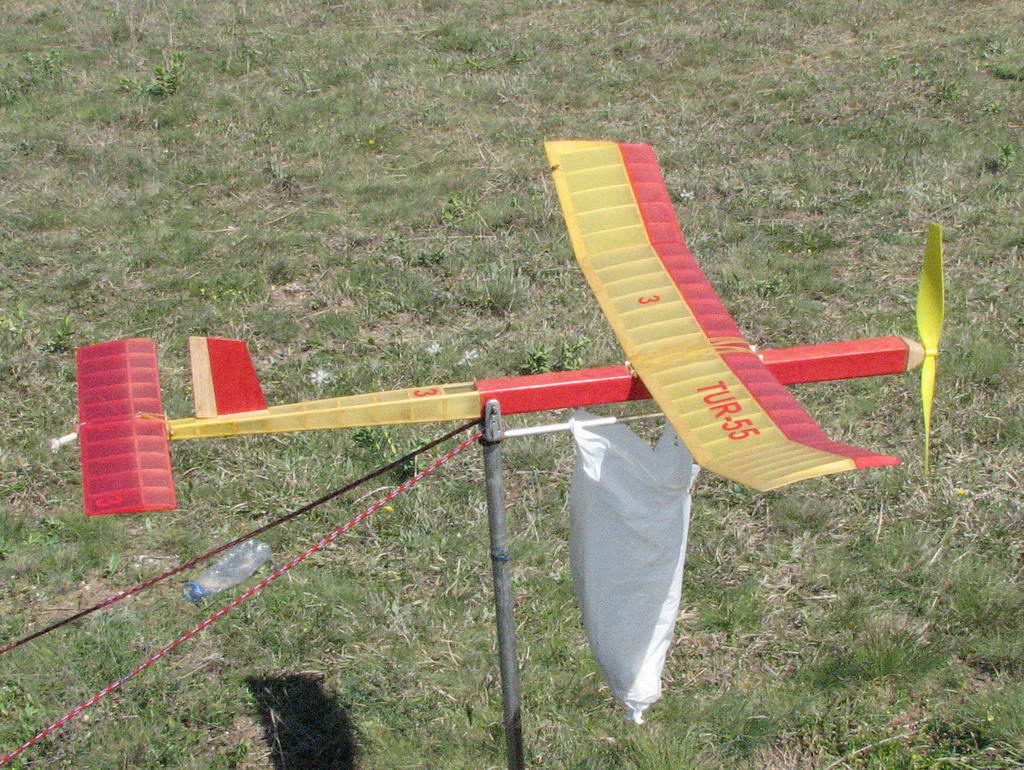
Авиамодель с резиномотором

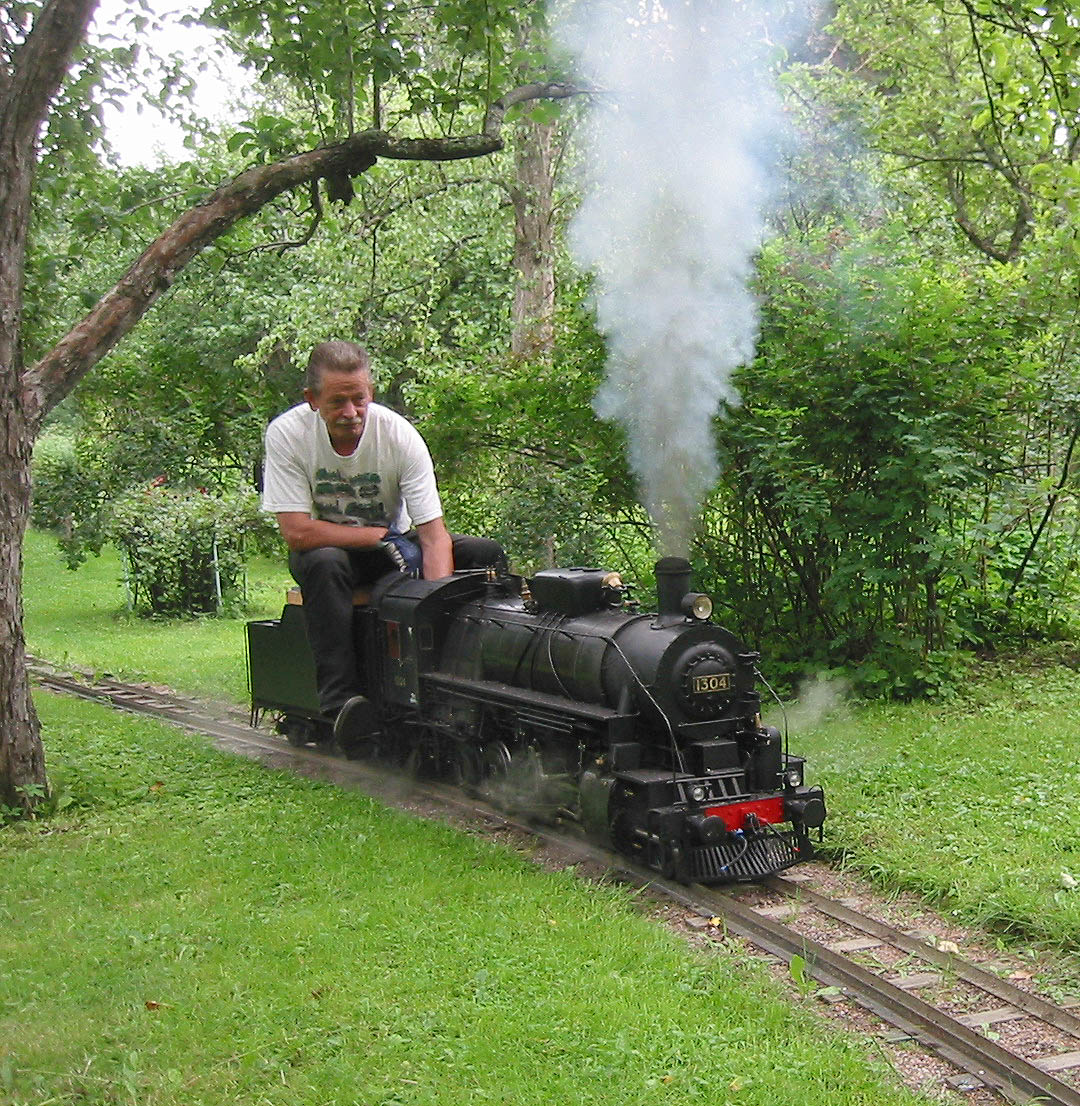
Действующая модель паровоза в масштабе 1:8 весом 300 кг, на создание которой Юхани Салоранта (Финляндия) потратил 15 лет

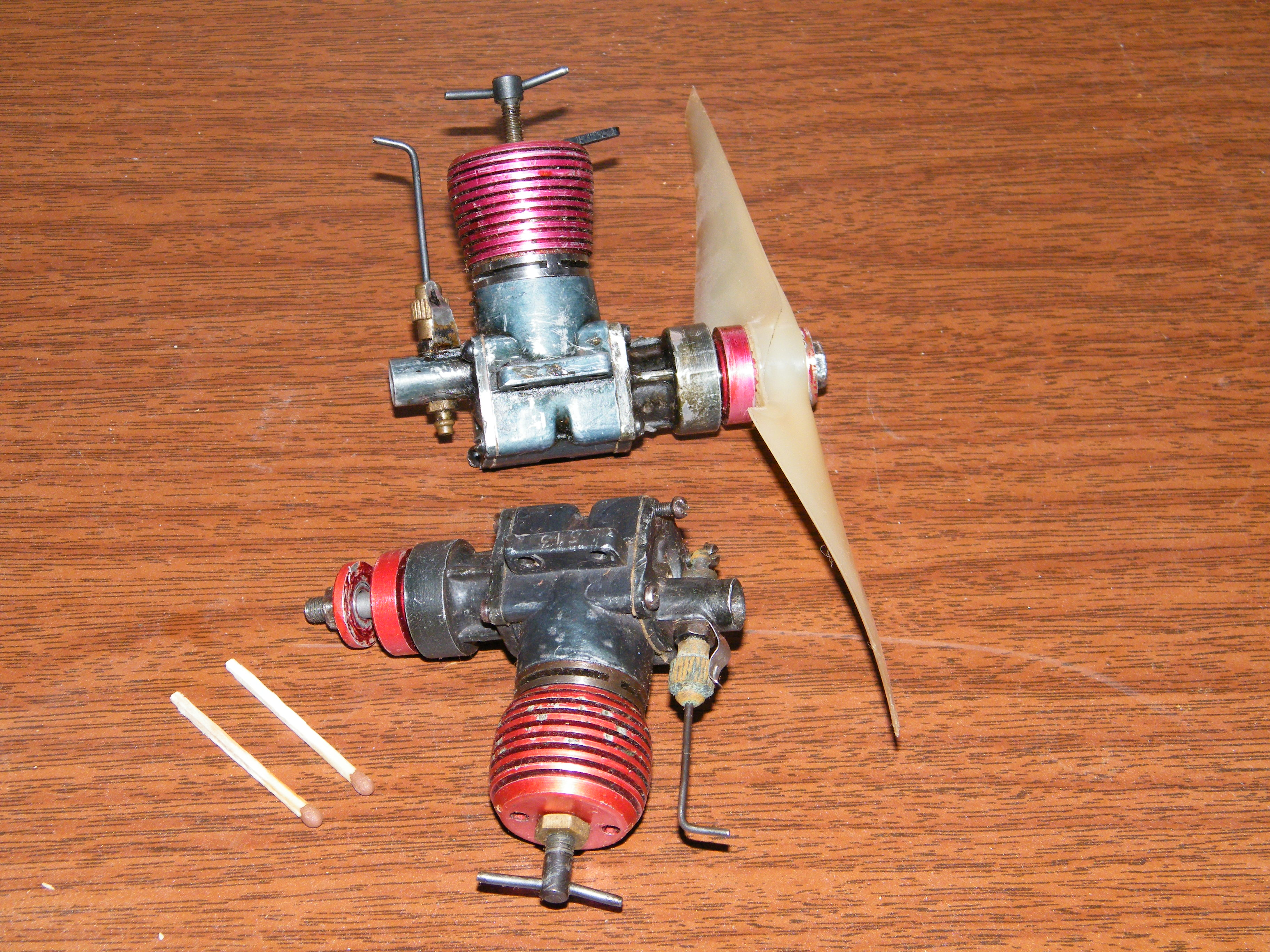
Авиамодельный компрессионный карбюраторный двигатель «МК-12В». СССР, 1970-е годы

Модельный двигатель — двигатель, который приводит в движение плавающую, летающую, и вообще какую-либо движущуюся модель.
Модельные двигатели бывают:
- Резиномоторы
- Пневматические
- Электрические
- Паровые
- Поршневые двигатели внутреннего сгорания

Калильные
Компрессионные
Полноценные миниатюрные бензиновые двигатели с жидкостным или воздушным охлаждением: V-twin, L4, L6, V8, V12, оппозитные, роторно-поршневые (например Toyan, Cison), могут даже комплектоваться нагнетателем.
- Реактивные двигатели

Ракетные двигатели
Пульсирующие воздушно-реактивные двигатели
Газотурбинные двигатели